# Liste de dorsales
Cet article recense les dorsales.

## Dorsales actuelles
- Océan Arctique :
  - Dorsale Alpha

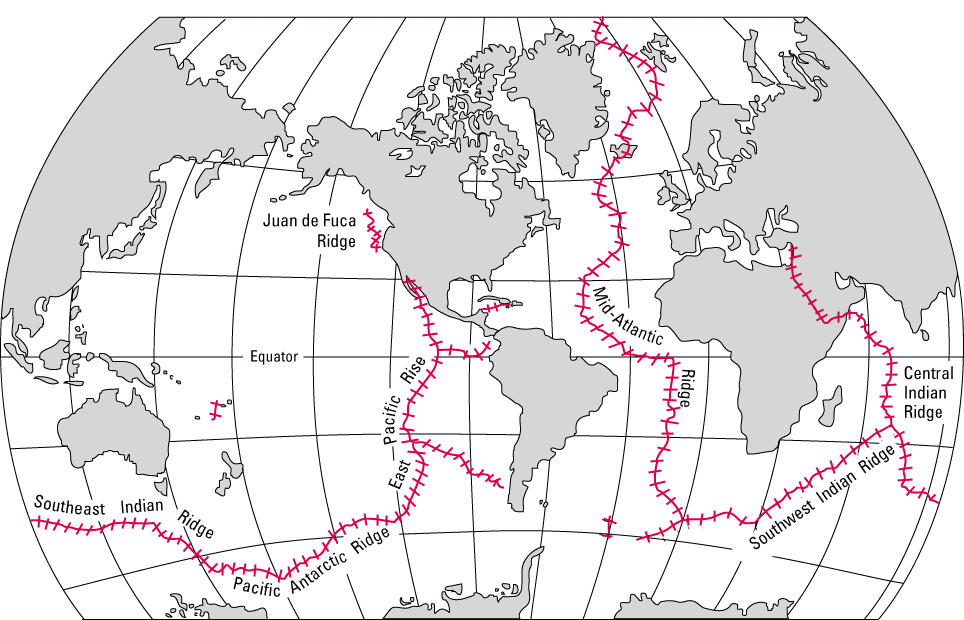
Carte terrestre indiquant la position des dorsales.

  - Dorsale de Gakkel (entre les plaques eurasienne et nord-américaine)
  - Dorsale Kolbeinsey
  - Dorsale de Lomonossov
  - Dorsale de Mendeleïev
  - Dorsale Northwind

- Océan Atlantique :
  - Dorsale médio-atlantique (entre les plaques eurasienne et nord-américaine, et africaine et sud-américaine)
  - Dorsale Amérique-Antarctique (entre les plaques antarctique et sud-américaine)
  - Dorsale de Reykjanes
  - Dorsale de Walvis
  - Dorsale de Wyville-Thomson

- Océan Indien :
  - Ride du 90° Est

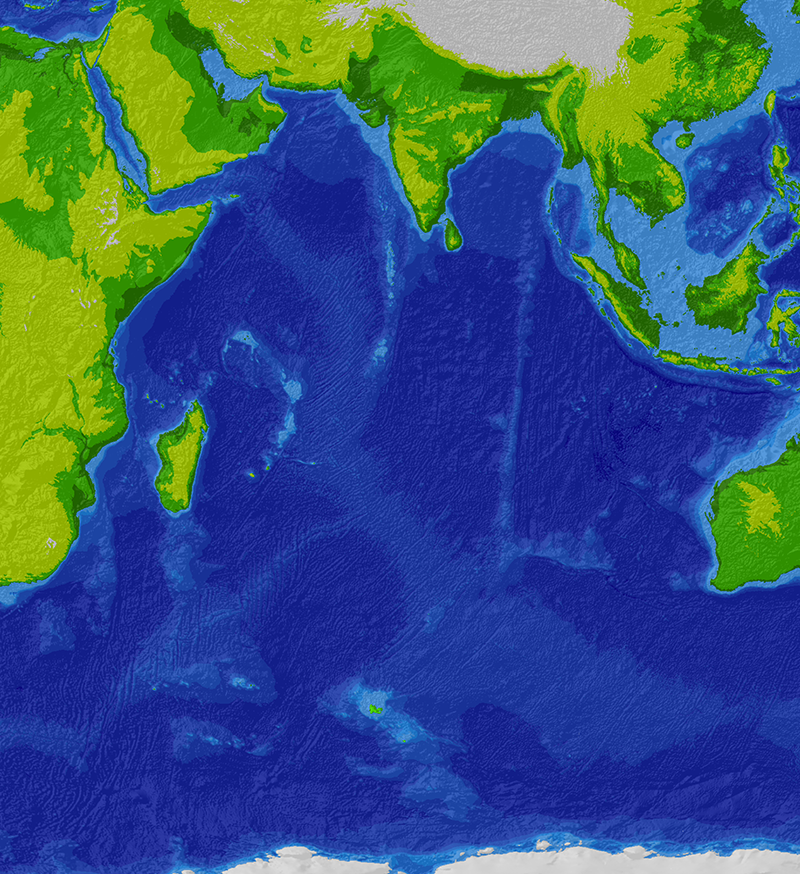
Profil bathymétrique de l'Océan Indien

  - Dorsale d'Aden (entre les plaques arabique et somalienne)
  - Dorsale de Carlsberg (entre les plaques africaine et indienne)
  - Dorsale centrale indienne (entre les plaques africaine et australienne)
  - Dorsale de Davie
  - Dorsale sud-est indienne (entre les plaques antarctique et australienne)
  - Dorsale sud-ouest indienne (entre les plaques africaine et antarctique)

- Océan Pacifique :
  - Dorsale du Chili (entre les plaques antarctique et de Nazca)
  - Dorsale est pacifique (entre la plaque pacifique et les plaques nord-américaine, Rivera, de Cocos, de Nazca et antarctique)
  - Dorsale Explorer (entre les plaques Explorer et pacifique)
  - Dorsale des Galapagos
  - Dorsale de Gorda
  - Dorsale de Juan Fernández
  - Dorsale de Juan de Fuca
  - Dorsale de Lord Howe
  - Dorsale de Macquarie
  - Dorsale de Nazca
  - Dorsale de Norfolk
  - Dorsale Pacifique-Antarctique

## Anciennes dorsales
- Dorsale d'Aegir
- Dorsale de Bellingshausen
- Dorsale d'Izanagi
- Dorsale Kula-Farallon
- Dorsale Pacifique-Farallon
- Dorsale Pacifique-Kula
- Dorsale de Phœnix